# Kromołów (gromada)
Kromołów – dawna gromada, czyli najmniejsza jednostka podziału terytorialnego Polskiej Rzeczypospolitej Ludowej w latach 1954–1972.
Gromady, z gromadzkimi radami narodowymi (GRN) jako organami władzy najniższego stopnia na wsi, funkcjonowały od reformy reorganizującej administrację wiejską przeprowadzonej jesienią 1954 do momentu ich zniesienia z dniem 1 stycznia 1973, tym samym wypierając organizację gminną w latach 1954–1972.
Gromadę Kromołów z siedzibą GRN w Kromołowie (obecnie w granicach Zawiercia) utworzono – jako jedną z 8759 gromad na obszarze Polski – w powiecie zawierciańskim w woj. stalinogrodzkim, na mocy uchwały nr 24/54 WRN w Stalinogrodzie z dnia 5 października 1954. W skład jednostki weszły obszary dotychczasowych gromad Kromołów i Łośnice ze zniesionej gminy Kromołów oraz obszar dotychczasowej gromady Żerkowice ze zniesionej gminy Kroczyce w tymże powiecie, a także oddziały leśne nr nr 1, 2, 3 i 34 z Nadleśnictwa Łysa Góra oraz oddziały leśne nr nr 20E–22E z Nadleśnictwa Rzeniszów. Dla gromady ustalono 27 członków gromadzkiej rady narodowej.
20 grudnia 1956 województwo stalinogrodzkie przemianowano (z powrotem) na katowickie.
1 stycznia 1965 z gromady Kromołów wyłączono część obszaru wsi Łośnice stanowiącą kolonię Warty o powierzchni 40,87 ha oraz kolonię Dąbrowica obejmującą część obszaru gruntów Państwowego Funduszu Ziemi z byłego majątku Kromołów litera "A" o powierzchni około 50 ha, włączając je do Zawiercia (miasta na prawach powiatu) w tymże powiecie.
Gromada przetrwała do końca 1972 roku, czyli do kolejnej reformy gminnej. 1 stycznia 1973 w powiecie zawierciańskim reaktywowano gminę Kromołów.